# Andrei Wjatscheslawowitsch Masunow

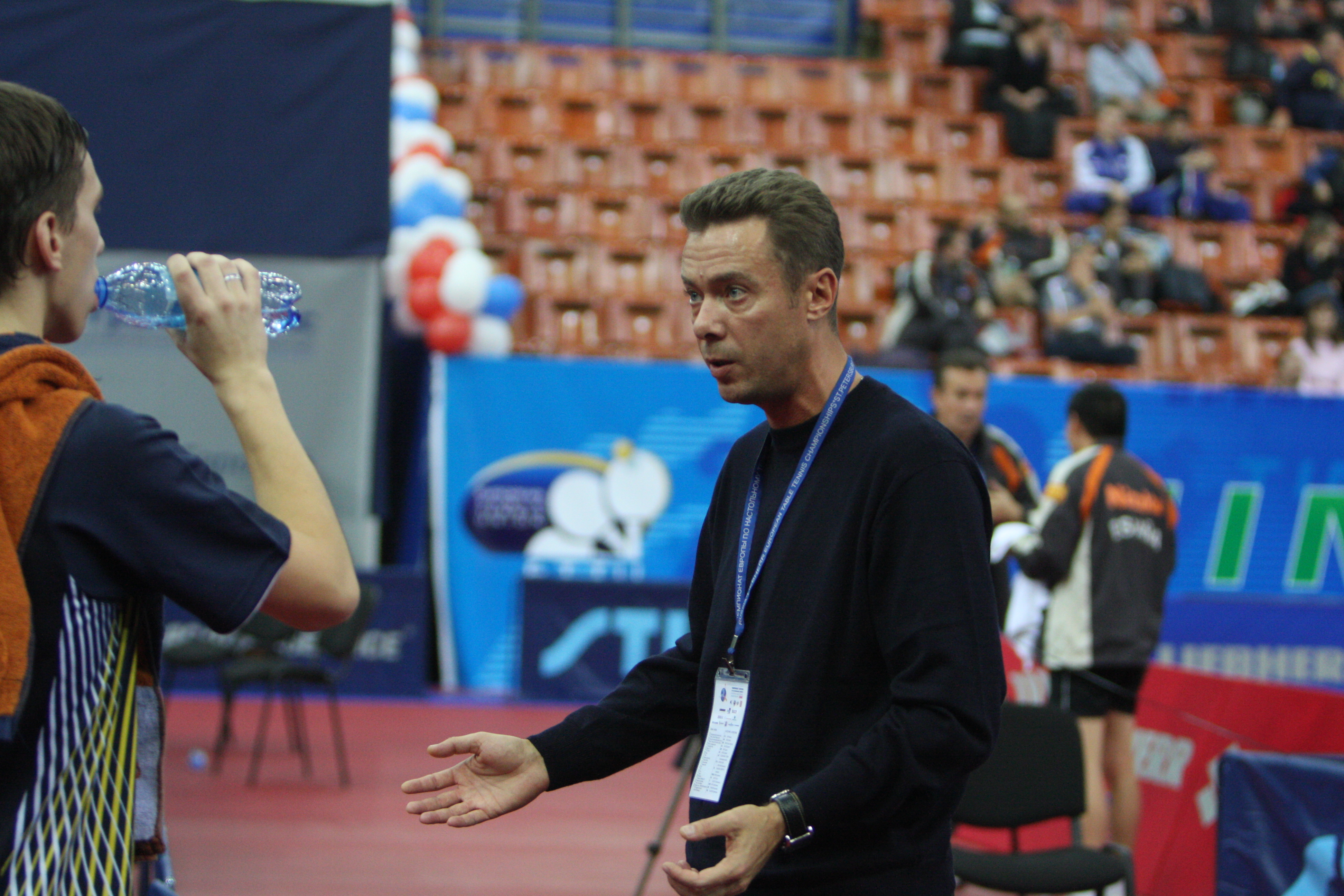
Andrei Masunow 2008

Andrei Wjatscheslawowitsch Masunow (russisch Андрей Вячеславович Мазунов; * 31. März 1967 in Gorki) ist ein ehemaliger sowjetischer Tischtennisspieler und Vize-Europameister.

## Erfolge
Mit neun Jahren begann Andrei Masunow mit dem Tischtennisspielen. 1981 wurde er Europameister der Kadetten, 1984 gewann er diesen Titel bei den Junioren, indem er im Endspiel gegen Carl Prean gewann.
Bei den Europameisterschaften (EM) der Herren erreichte er 1988 in Paris das Endspiel im Einzel; nach der Niederlage gegen Mikael Appelgren wurde er Vize-Europameister. Bei der gleichen EM kam er mit der sowjetischen Mannschaft auf Platz 3. Bereits 1984 hatte er im Einzel Bronze geholt.
Zwischen 1983 und 1999 nahm Masunow an allen acht Weltmeisterschaften teil. Bei der Austragung im Jahre 1989 wurde er mit dem sowjetischen Team Vierter, bei der WM 1991 erreichte er im Doppel mit seinem Bruder Dmitri Masunow das Halbfinale.
In diesem Zeitraum war er zudem dreimal für die Olympischen Spiele (1988, 1992, 1996) und siebenmal für das europäische Ranglistenturnier Europe TOP-12 qualifiziert. Bei Olympia 1992 schieden die Masunow-Brüder im Doppel im Viertelfinale gegen die Südkoreaner Kim Taek Soo/Yoo Nam-Kyu aus.
1991 wechselte Masunow vom Verein Radij Gorki in die Bundesliga zum TSV Milbertshofen. Er war bis dahin der erste sowjetische Tischtennisspieler, der in der deutschen BL auftrat. In der Folge spielte er noch für mehrere Bundesligavereine:
- 1991–1992 TSV Milbertshofen[2]
- 1992–1993 TTC Helga Hannover[3]
- 1993–1994 RC Protesia Hamburg[4]
- 1994–1995 Post SV Telekom Augsburg[5]
- 1995–1996 Würzburger Kickers[6]
- 1996–1998 DJK Offenburg[7]
- 1998–2000 TSG Dülmen[8]
- 2000–2001 TuS Rammersweier[9]
- 2001–heute (2014) TTF Altshausen

Nach dem Ende seiner internationalen Laufbahn wurde Masunow im Oktober 2005 Jugend-Nationaltrainer in Russland.

## Privates
Andrei Masunow hat noch einen jüngeren Bruder Dmitri, der Ende der 1980er Jahre mit ihm zusammen zu den besten sowjetischen Spielern gehörte.

## Turnierergebnisse
| Verband | Veranstaltung                         | Jahr | Ort                    | Land | Einzel           | Doppel           | Mixed        | Team |
| ------- | ------------------------------------- | ---- | ---------------------- | ---- | ---------------- | ---------------- | ------------ | ---- |
| URS     | Europameisterschaft                   | 1990 | Göteborg               | SWE  | letzte 16        | Halbfinale       |              |      |
| URS     | Europameisterschaft                   | 1988 | Paris                  | FRA  | Silber           |                  |              |      |
| URS     | Europameisterschaft                   | 1986 | Prag                   | TCH  | Viertelfinale    |                  |              |      |
| URS     | Europameisterschaft                   | 1984 | Moskau                 | URS  | Halbfinale       | Viertelfinale    |              |      |
| URS     | Jugend-Europameisterschaft (Kadetten) | 1981 | Topolcany              | TCH  | Gold             |                  |              |      |
| URS     | Jugend-Europameisterschaft (Junioren) | 1984 | Linz                   | AUT  | Gold             |                  |              | 1    |
| URS     | Jugend-Europameisterschaft (Junioren) | 1983 | Malmö                  | SWE  | Halbfinale       |                  |              | 1    |
| URS     | EURO-TOP12                            | 1991 | Hertogenbosch          | NED  | 9                |                  |              |      |
| URS     | EURO-TOP12                            | 1990 | Hannover               | FRG  | 11               |                  |              |      |
| URS     | EURO-TOP12                            | 1989 | Charleroi              | BEL  | 9                |                  |              |      |
| URS     | EURO-TOP12                            | 1988 | Ljubljana              | YUG  | 7                |                  |              |      |
| URS     | EURO-TOP12                            | 1987 | Basel                  | SUI  | 9                |                  |              |      |
| URS     | EURO-TOP12                            | 1986 | Sodertalje             | SWE  | 7                |                  |              |      |
| URS     | EURO-TOP12                            | 1985 | Barcelona              | ESP  | 9                |                  |              |      |
| RUS     | Olympische Spiele                     | 1996 | Atlanta                | USA  | sofort ausgesch. | sofort ausgesch. |              |      |
| EUN     | Olympische Spiele                     | 1992 | Barcelona              | ESP  | sofort ausgesch. | Viertelfinale    |              |      |
| URS     | Olympische Spiele                     | 1988 | Seoul                  | KOR  | sofort ausgesch. | sofort ausgesch. |              |      |
| URS     | Weltmeisterschaft                     | 1999 | Eindhoven              | NED  | letzte 64        | letzte 64        | keine Teiln. |      |
| RUS     | Weltmeisterschaft                     | 1997 | Manchester             | ENG  | keine Teiln.     | letzte 16        | keine Teiln. | 9    |
| RUS     | Weltmeisterschaft                     | 1995 | Tianjin                | CHN  | letzte 64        | letzte 16        | keine Teiln. | 19   |
| URS     | Weltmeisterschaft                     | 1991 | Chiba City             | JPN  | letzte 32        | Halbfinale       | keine Teiln. | 12   |
| URS     | Weltmeisterschaft                     | 1989 | Dortmund               | FRG  | letzte 64        | letzte 64        | keine Teiln. | 4    |
| URS     | Weltmeisterschaft                     | 1987 | New Delhi              | IND  | letzte 16        | letzte 16        | keine Teiln. | 11   |
| URS     | Weltmeisterschaft                     | 1985 | Göteborg               | SWE  | letzte 32        | letzte 64        | letzte 32    | 19   |
| URS     | Weltmeisterschaft                     | 1983 | Tokio                  | JPN  | letzte 128       | letzte 64        | Qual         | 16   |
| EUN     | World Doubles Cup                     | 1992 | Las Vegas              | USA  |                  | Silber           |              |      |
| URS     | World Doubles Cup                     | 1990 | Seoul                  | KOR  |                  | Viertelfinale    |              |      |
| RUS     | WTC-World Team Cup                    | 1994 | Nimes                  | FRA  |                  |                  |              | 5    |
| URS     | WTC-World Team Cup                    | 1990 | Hokkaido, Aomori, Niig | JPN  |                  |                  |              | 5    |